# سیارک ۱۹۴۱۶
سیارک ۱۹۴۱۶ (به انگلیسی: 19416 Benglass، نامگذاری:1998FM34) نوزده هزار و چهارصد و شانزدهمین سیارک کشف شده‌است که در ۲۰ مارس ۱۹۹۸ کشف شد.
قدر مطلق سیارک برابر ۱۲.۳ است.